# Royal Rumble 2012
Royal Rumble 2012 è stata la venticinquesima edizione dell'omonimo evento in pay-per-view prodotto annualmente dalla WWE. L'evento si è svolto il 29 gennaio 2012 allo Scottrade Center di Saint Louis (Missouri).

## Storyline
Nella prima puntata dell'anno di Raw, il 2 gennaio 2012, il campione CM Punk affronta Dolph Ziggler in un match con in palio il WWE Championship. Durante il match interviene il GM di Raw, John Laurinaitis, che aveva visto un'irregolarità durante il match. A causa sua CM Punk perde il match per count-out, mantenendo però la cintura. Così proprio John Laurinaitis, a causa del fatto che Dolph Ziggler non ha avuto l'opportunità di conquistare il titolo, sancisce un rematch, dove egli sarà l'arbitro speciale. Inoltre CM Punk, battendo Jack Swagger a Raw la settimana seguente, bandisce quest'ultimo e Vickie Guerrero da bordo ring per supportare Dolph Ziggler.
Nella puntata di Raw del 12 dicembre 2011 Kane fa il suo ritorno indossando di nuovo la maschera dopo quattro mesi di assenza interrompendo il match tra John Cena e Mark Henry, Kane stende con una chokeslam Cena. La settimana successiva a Raw Cena viene di nuovo attaccato dalla Big Red Machine. Nelle settimane successive Kane spiega i suoi attacchi sostenendo di voler aiutare Cena nell'abbracciare l'odio, Kane non solo continua ad attaccare Cena ma inizia a prendere di mira anche Zack Ryder. Il 16 gennaio a Raw Zack Ryder perde lo United States Championship per mano di Jack Swagger. Nella stessa serata Kane manda un videomessaggio a John Cena, complimentandosi con lui per aver iniziato ad abbracciare l'odio, visto che il leader della Cenation stava letteralmente massacrando Jack Swagger e dicendogli che i due si affronteranno alla Royal Rumble. Il 23 gennaio a Raw durante un Falls Count Anywhere match Kane stende Zack Ryder con una chokeslam sullo stage il quale cede a causa dell'impatto, Zack Ryder viene quindi portato via dall'arena in ambulanza e John Cena, intervenuto alla fine del match per impedire a Kane di attaccare anche Eve.
Dopo due match consecutivi finiti in No-contest a SmackDown, dove Daniel Bryan difendeva il World Heavyweight Championship prima contro Big Show e poi contro Mark Henry, è stato indetto un Triple Threat Steel Cage match fra i tre per il titolo.

## Risultati
| #       | Incontri | Stipulazioni                                                            | Durata |
| ------- | --- | ----------------------------------------------------------------------- | ------ |
| Kickoff | Yoshi Tatsu ha sconfitto Heath Slater                                                                        | Single match                                                            | 04:00  |
| 1       | Daniel Bryan (c) ha sconfitto Big Show e Mark Henry                                                          | Steel cage match per il World Heavyweight Championship                  | 09:08  |
| 2       | Brie Bella, Nikki Bella, Beth Phoenix e Natalya hanno sconfitto Alicia Fox, Eve Torres, Kelly Kelly e Tamina | Eight-woman tag team match                                              | 05:29  |
| 3       | John Cena vs. Kane è terminato in no-contest                                                                 | Single match                                                            | 10:56  |
| 4       | Brodus Clay (con Cameron e Naomi) ha sconfitto Drew McIntyre                                                 | Single match                                                            | 01:05  |
| 5       | CM Punk (c) ha sconfitto Dolph Ziggler                                                                       | Single match per il WWE Championship con John Laurinaitis come enforcer | 14:30  |
| 6       | Sheamus ha vinto eliminando per ultimo Chris Jericho                                                         | Royal rumble match                                                      | 54:55  |

## Royal rumble match

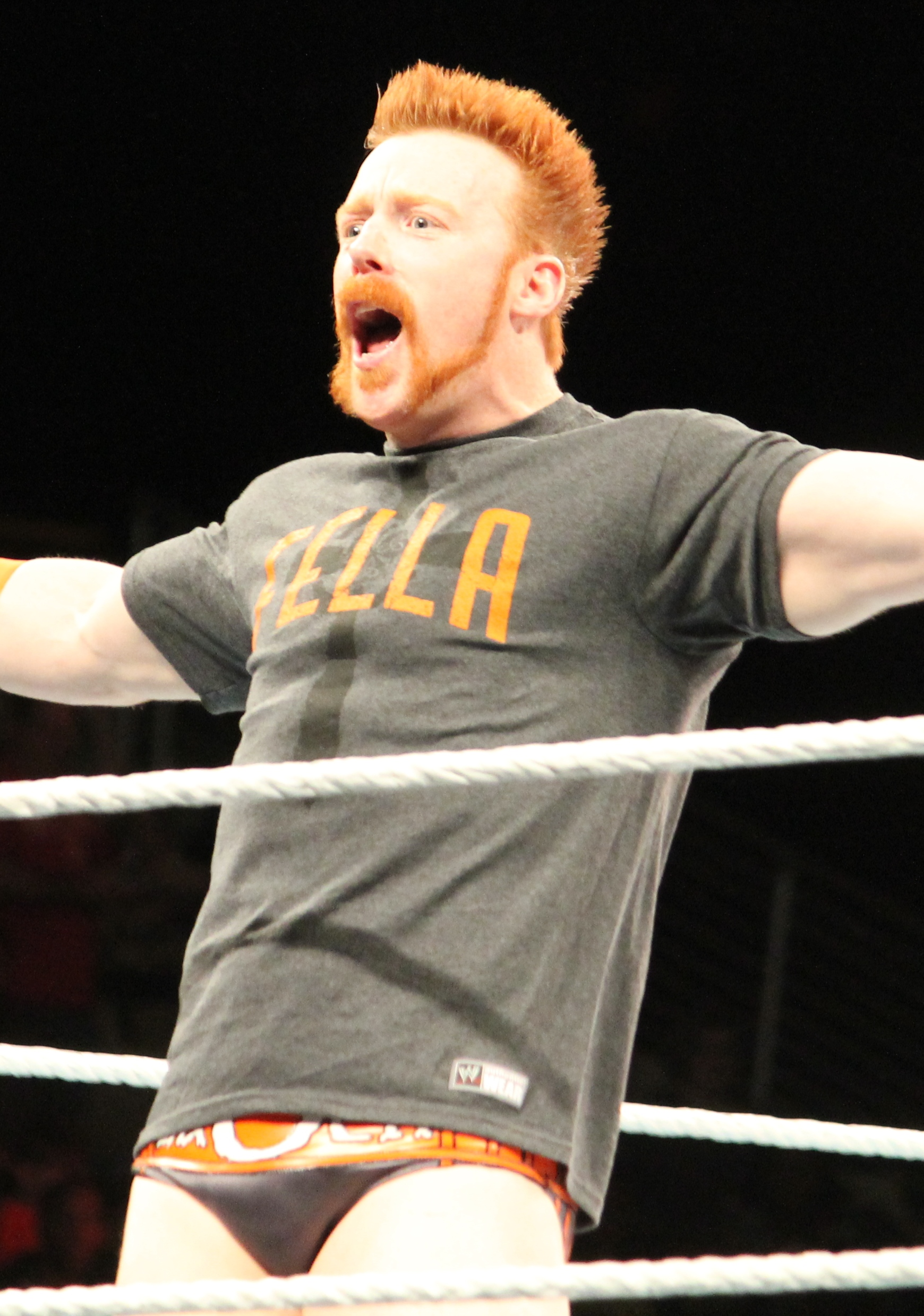
Sheamus, vincitore del Royal rumble match

– Vincitore
| #   | Superstar         | Ordine | Eliminato da                   | Tempo | N° eliminazioni |
| --- | ----------------- | ------ | ------------------------------ | ----- | --------------- |
| 1°  | The Miz           | 25°    | Big Show                       | 45:39 | 2               |
| 2°  | Alex Riley        | 1°     | The Miz                        | 01:15 | 0               |
| 3°  | R-Truth           | 2°     | The Miz                        | 04:57 | 0               |
| 4°  | Cody Rhodes       | 24°    | Big Show                       | 41:57 | 6               |
| 5°  | Justin Gabriel    | 4°     | Mick Foley e Ricardo Rodriguez | 06:12 | 0               |
| 6°  | Primo             | 3°     | Mick Foley                     | 01:57 | 0               |
| 7°  | Mick Foley        | 8°     | Cody Rhodes                    | 06:43 | 3               |
| 8°  | Ricardo Rodriguez | 5°     | Santino Marella                | 02:19 | 1               |
| 9°  | Santino Marella   | 7°     | Cody Rhodes                    | 02:31 | 1               |
| 10° | Epico             | 6°     | Mick Foley                     | 00:11 | 0               |
| 11° | Kofi Kingston     | 18°    | Sheamus                        | 17:55 | 0               |
| 12° | Jerry Lawler      | 9°     | Cody Rhodes                    | 00:43 | 1               |
| 13° | Ezekiel Jackson   | 11°    | The Great Khali                | 03:46 | 0               |
| 14° | Jinder Mahal      | 10°    | The Great Khali                | 01:17 | 0               |
| 15° | The Great Khali   | 14°    | Cody Rhodes e Dolph Ziggler    | 07:29 | 2               |
| 16° | Hunico            | 16°    | Kharma                         | 09:00 | 0               |
| 17° | Booker T          | 13°    | Cody Rhodes e Dolph Ziggler    | 04:40 | 1               |
| 18° | Dolph Ziggler     | 26°    | Big Show                       | 19:46 | 2               |
| 19° | Jim Duggan        | 12°    | Cody Rhodes                    | 00:56 | 0               |
| 20° | Michael Cole      | 15°    | Booker T e Jerry Lawler        | 01:23 | 0               |
| 21° | Kharma            | 17°    | Dolph Ziggler                  | 01:18 | 1               |
| 22° | Sheamus           | —      | Vincitore                      | 22:21 | 3               |
| 23° | Road Dogg         | 19°    | Wade Barrett                   | 04:55 | 0               |
| 24° | Jey Uso           | 20°    | Randy Orton                    | 07:05 | 0               |
| 25° | Jack Swagger      | 23°    | Big Show e Sheamus             | 07:59 | 0               |
| 26° | Wade Barrett      | 21°    | Randy Orton                    | 03:55 | 1               |
| 27° | David Otunga      | 22°    | Chris Jericho                  | 03:15 | 0               |
| 28° | Randy Orton       | 28°    | Chris Jericho                  | 05:46 | 3               |
| 29° | Chris Jericho     | 29°    | Sheamus                        | 11:34 | 2               |
| 30° | Big Show          | 27°    | Randy Orton                    | 01:51 | 4               |